# Nakamurella aerolata
Nakamurella aerolata es una bacteria grampositiva del género Nakamurella. Fue descrita en el año 2021. Su etimología hace referencia al aire. Es aerobia e inmóvil. Tiene un tamaño de 0,6-0,7 μm de ancho por 1,1-1,2 μm de largo. Forma colonias blancas, opacas, lisas, convexas y con márgenes enteros en agar R2A. Temperatura de crecimiento entre 10-35 °C, óptima de 25 °C. También crece en agar TSA, NA y LB. Catalasa positiva y oxidasa negativa. Tiene un contenido de G+C de 69,5%. Se ha aislado del sistema de aire acondicionado de un coche en Corea del Sur.